# Symphytognatha carstica
Espèce
Symphytognatha carstica est une espèce d'araignées aranéomorphes de la famille des Symphytognathidae.

## Distribution
Cette espèce est endémique du Brésil. Elle se rencontre dans les États de Minas Gerais et de São Paulo.

## Description
Le mâle holotype mesure 1,12 mm et la femelle paratype 1,20 mm.

## Publication originale
- Brescovit, Álvares & Lopes, 2004 : Two new species of Symphytognatha Hickman (Araneae, Symphytognathidae) from Brazil. Revista Ibérica de Aracnología, vol. 10, no , p. 75-80 (texte intégral).